# Timken Museum of Art
Il Timken Museum of Art (già chiamato Timken Art Gallery) è un museo d'arte nel Balboa Park di San Diego, California, non lontano dall'altra istituzione simile cittadina, il San Diego Museum of Art.

## Storia
La famiglia Timken aprì nel 1965 un piccolo museo d'arte antica europea esponendo opere nella collezione Putnam, nata dalle raccolte delle sorelle Amy e Anne Putnam. Le due donne, stabilitesi a San Diego negli anni venti del Novecento, avevano già donato anni prima un consistente numero di opere al San Diego Museum of Art e in seguito avevano creato una fondazione non-profit per prestare opere d'arte a vari musei statunitensi.
La nuova esposizione Timken, con cinque sale, spiccava per accuratezza dell'allestimento e qualità delle opere, venendo anche lodata dal direttore della National Gallery of Art, John Walker.

## Descrizione
Il museo ha mantenuto la sua dimensione piccola, con gli ambienti decorati da marmi e bronzi dell'architetto Frank Hope. Vi sono esposte opere dell'arte europea (dipinti, sculture e arazzi) illuminate il più possibile dalla luce naturale, a cui si aggiungono piccoli nuclei di pittura americana e icone russe. I quaranta lavori originari della collezione permanente sono oggi arrivati a sessanta, tramite nuove donazioni e acquisti.
Tra i maestri più importanti rappresentati spiccano gli americani Copley, Johnson, West, Cole, Bierstadt, gli italiani Savoldo, Veronese, Guercino, gli spagnoli come Murillo e i francesi quali Clouet, Claude, Boucher, Fragonard, David, Corot, oltre a capolavori di scuola olandese e fiamminga, tra cui opere di Pieter Brueghel il Vecchio, Rembrandt, Peter Paul Rubens, Antoon van Dyck e Frans Hals. Il museo è aperto tutti i giorni dalle 10:00 a.m. alle 5:00 p.m.

## Opere
- Cosmè Tura, San Giorgio, 1470-1474 circa
- Pieter Bruegel il Vecchio, Paesaggio con la parabola del seminatore, 1557
- Savoldo, Tormento di sant'Antonio, 1521-1525 circa
- Bartolomé Esteban Murillo, Cristo crocifisso, 1660-1670 circa